# Jun Čchi-ho
Jun Čchi-ho (korejsky: 윤치호, handža: 尹致昊, anglicky: Yun Chi-ho, 26. prosince 1864 – 9. prosince 1945) byl korejský aktivista v hnutí za osvícení a nezávislost Korejského císařství a Koreje zpod japonské okupace.
Pocházel z tradiční korejské šlechtické rodiny. Jeho otec byl generál a ministr v čosonské vládě. Mladý Či-ho studoval na Vanderbiltově univerzitě v Tennessee a na Emoryho univerzitě v Georgii. Byl též jedním z prvních představitelů korejské YMCA a jihokorejský metodista.
Jun Či-ho byl jedním z prvních vůdců korejské moderní demokratické komunity a bojovník za lidská práva. Založil první korejské nevládní organizace pro boj za volební právo, vzdělávání a demokracii Dokliphyuphoi (독립협회;獨立協會), Manmingongdonghoi (만민공동회;萬民共同會) a Shinminhoi (신민회;新民會). Pod pseudonymem ChwaOng (좌옹 ; 佐翁) je také jedním z autorů jihokorejské hymny Ägukka (애국가;愛國歌).
Jeho syn Jun Jeongsun je politikem v Jižní Koreji, další syn Jun Gisun je hudebník. Jeho synovec Jun Po-son byl 4. prezident Jižní Koreje.